# Adolf Rangstedt
Karl Adolf Rangstedt, född 12 juli 1877 i Stockholm, död 4 juni 1924, var en svensk skådespelare och teaterledare.

## Biografi
Rangstedt drev tillsammans med Gösta Ericsson Rangstedt-Ericssonska Teater/Operettsällskapet som turnerade i folkparkerna. Senare drev han även Adolf Rangstedts Operettsällskap.

## Filmografi
- 1908 – Gustaf III och Bellman – Bellman

## Teater

### Regi
| År   | Produktion                                          | Upphovsmän | Teater         |
| ---- | --------------------------------------------------- | ---------- | -------------- |
| 1923 | Kusinen från Amörika eller De' va' småpotatis, revy | J. de On   | Pallas-Teatern |